# Rakliš
Rakliš (makedonska: Раклиш) är en ort i Nordmakedonien. Den ligger i kommunen Radoviš, i den östra delen av landet, 100 kilometer öster om huvudstaden Skopje. Rakliš ligger 365 meter över havet och antalet invånare är 570.